# Malanville
Malanville este un oraș din departamentul Alibori, Benin.